# Trichorthosia ferricola
Trichorthosia ferricola är en fjärilsart som beskrevs av Smith 1905. Trichorthosia ferricola ingår i släktet Trichorthosia och familjen nattflyn. Inga underarter finns listade i Catalogue of Life.